# Виктор Чаушев
Виктор Ангелов Чаушев е български офицер, генерал-майор от медицинската служба.

## Биография
Роден е на 3 май 1936 г. в Батак. Завършва 9-и клас на Втора мъжка гимназия в Пловдив, а след това през 1954 г. Суворовското училище в София. Завършва Медицинската академия в София през 1961 г. От 1962 до 1966 г. е началник на медицинската служба на полк в Мусачево. Между 1966 и 1972 г. е ординатор на трета вътрешна клиника на Висшия военномедицински институт. От 1972 до 1988 г. е последователно началник на бронхологичното отделение и заместник-началник на клиниката в института. В периода 1988 – 1992 г. е началник на Медицинско управление към Министерството на отбраната. След това е началник на Лаборатория по функционални измервания на белите дробове и бронхологични изследвания. Пише дисертацията на тема „Бронхографски и функционални проучвания на ограничените пневмосклерози и бронхиектазиите във войнишка възраст (18 – 24 г.), приложение във военнолекарската експертиза“ (1986). През 2014 г. е обявен за почетен гражданин на град Батак.